# 塔爾瓜

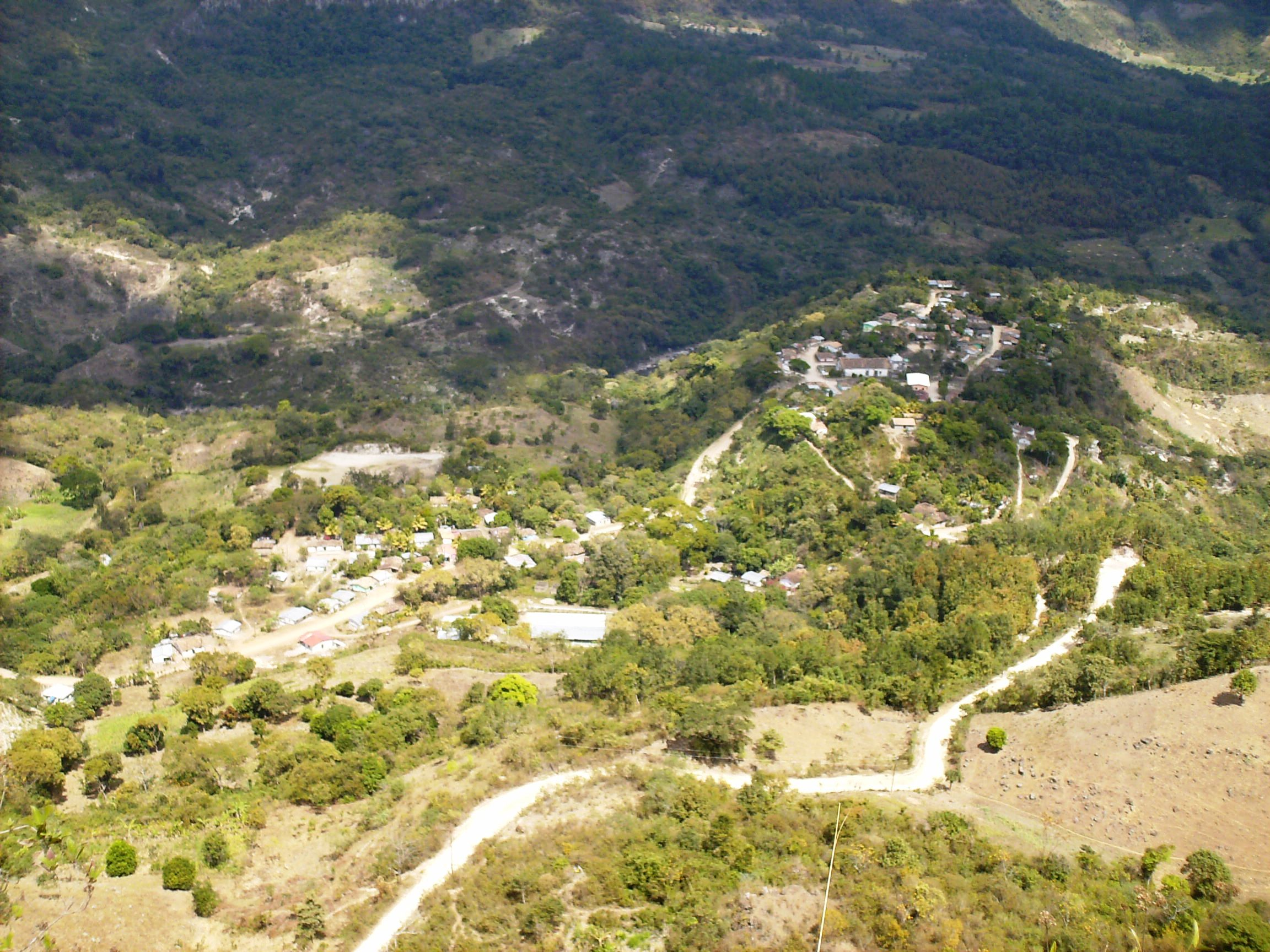

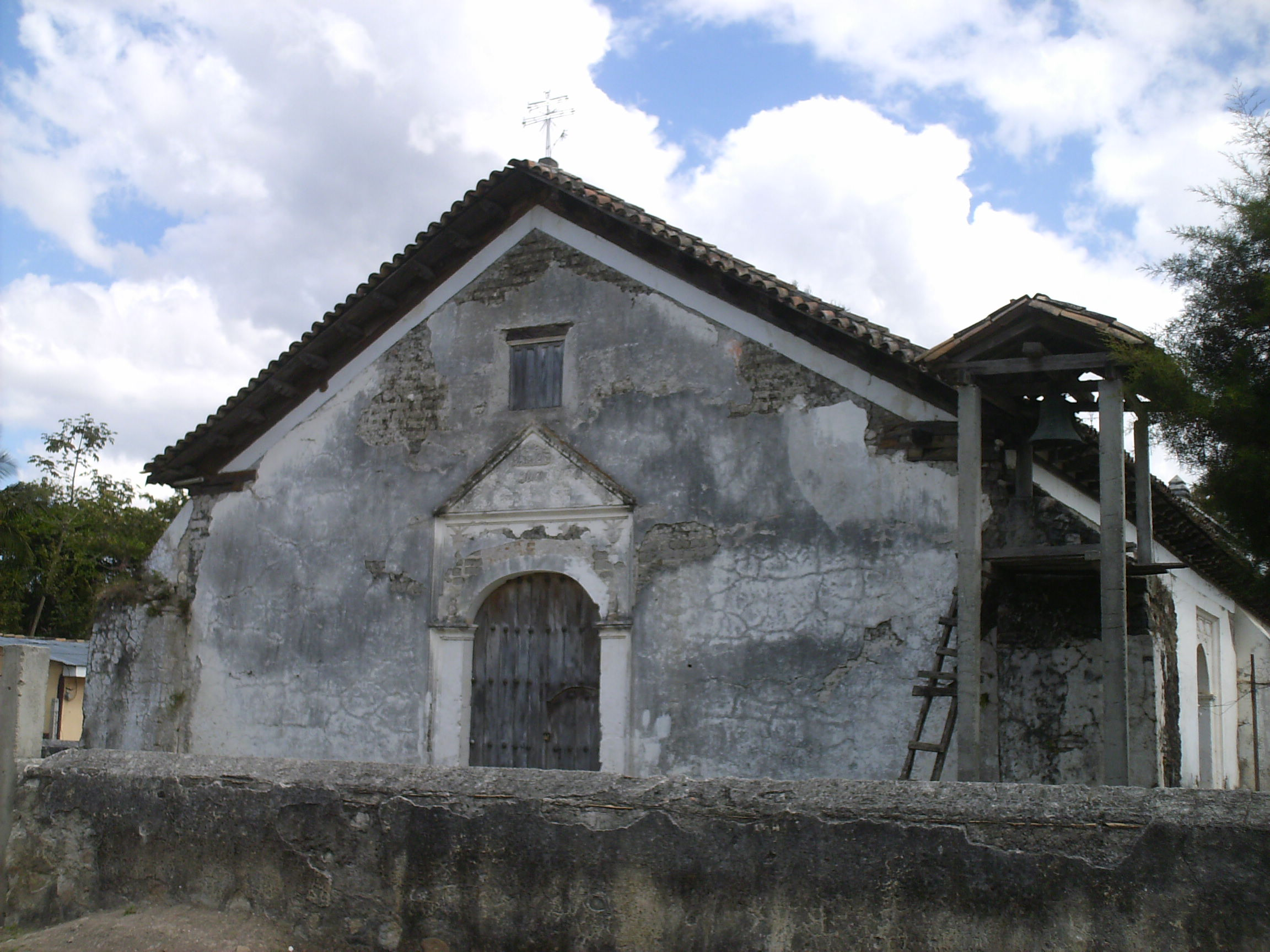

塔爾瓜（西班牙語：Talgua），是洪都拉斯的城鎮，位於該國西南部，由倫皮拉省負責管轄，始建於1889年，面積81.7平方公里，海拔高度740米，2001年人口8,200，人口密度每平方公里100.37人。
14°42′N 88°42′W / 14.700°N 88.700°W